# 麗鰭魮脂鯉
麗鰭魮脂鯉，中文俗名柠檬灯，為輻鰭魚綱脂鯉目脂鯉科的其中一個種。

## 分布
本魚分布於南美洲巴西Tapajos河流域。

## 特徵
本魚背鰭為黑色，前邊緣有黃色條紋。脂鰭黃色，有黑邊。長基部臀鰭前方為鮮黃色，後邊緣為黑色。魚體基色是黃綠色，腹部呈銀色；成熟的雄魚顏色較深。體呈透明，脊椎可清晰可見。眼眶上方有一紅斑。體長約3.8公分。

## 生態
本魚棲息在溪流和湖泊中，喜群游，性情溫和，屬雜食性，以蠕蟲、甲殼動物與植物等為食 。

## 經濟利用
為觀賞性魚類，喜歡水草茂密的水族箱。